# Sigvard Gudmundson
Sigvard Gunnar Magnus Gudmundson, född 18 mars 1909 i Östersund, död 2 september 2011 i Limhamns församling, Malmö kommun, var en svensk väg- och vattenbyggnadsingenjör. Han avlade studentexamen 1929 och utexaminerades från Kungliga Tekniska högskolan i Stockholm 1934. Han blev biträdande ingenjör på Östersunds stads byggnadskontor 1934, konstruktör på Stockholms stads gatukontor 1935, ingenjör vid Malmö stads vatten- och avloppsverk 1937 och var direktör där 1951–1974.
Gudmundson var från 1960 även verksam som biträdande lärare på hygieniska institutionen vid Lunds universitet. Han författade uppsatser i olika tekniska tidskrifter och var medarbetare i "Vatten och Vattenvård" (1958) samt i Lilla Uppslagsboken (från 1964).